# Вишенки (могильник)
Вишенки — могильник, археологический памятник зарубинецкой культуры у села Вишенки Бориспольского района Киевской области. Могильник (II в. до н.э.) расположен на песчаной дюне в пойме левого берега Днепра. Известный со времен В. Хвойки, но был раскопан в 1980-х годах. Открыто 62 погребения с обрядовым местом кремации покойника в стороне. Различаются 4 типа захоронений: ямные, которые составляли почти половину всех захоронений, урновые, ямно-урновые и кенотафы. В захоронениях много чернолощёной и кухонной посуды, а также фибул, иногда попадались остатки ожерелья и некоторые орудия труда. Вишенки - важный источник для изучения представлений, верований и образа жизни населения Среднего Поднепровья на рубеже старой и новой эр. Кроме зарубинецких захоронений, найдены объекты бронзового века, милоградской культуры и киевской культуры.